# Matej Babnik
Matej Babnik (tudi Babnigg ali Babnig), slovenski glasbenik in skladatelj, * 19. september 1787, Dunaj, † 1868, Budimpešta.

## Življenje in delo
Podrobnosti o njem niso znane. Leta 1813 je v Ljubljani z bratom Antonom Babnikom priredil »vokalno in instrumentalno akademijo«, 1817 pa je bil, tedaj že očitno ne več v Ljubljani, častni član ljubljanske Filharmonične družbe. Od njegovih skladb je doslej znana le ena klasicistično zasnovana skladba, ki kaže na to, da je bil Babnik tehnično dobro podkovan in nadarjen skladatelj. 